# زراعات مدارية

graph of crop production in tropical countries

الزراعات المدارية (Tropical agriculture)، تنقسم الزراعات المدارية إلى قسمين: الأول الأشجار المثمرة ذات الفلقة الواحدة ويضم النخيل (نخيل البلح، نخيل جوز الهند، نخيل الزيت، ونخيل الروم) والموز والأناناس، في حين يضم القسم الثاني عددًا كبيرًا من الأشجار المثمرة التي تتفاوت في أهميتها الزراعية والإنتاجية ومناطق توزعها، كما تختلف في مكونات ثمارها.
وتضم الفواكه الواسعة الانتشار والتي تزرع من أجل ثمارها الطازجة كالحمضيات والاكدنيا والكيوي
والمانجو والجوافة والباباظ، ويتميز بعضها الآخر بغناه بالمواد الدهنية الزيتية كالزيتون والزبدية (الأفوكادو)،
كما تضم الأشجار المثمرة المنبهة وتشمل محاصيل الشاي والبن والمتة والكاكاو، والكولا، وفاكهة النقل المستديمة الخضرة مثال جوز البرازيل، والكاشو والصنوبريات والباشون فروت والبريد فروت.

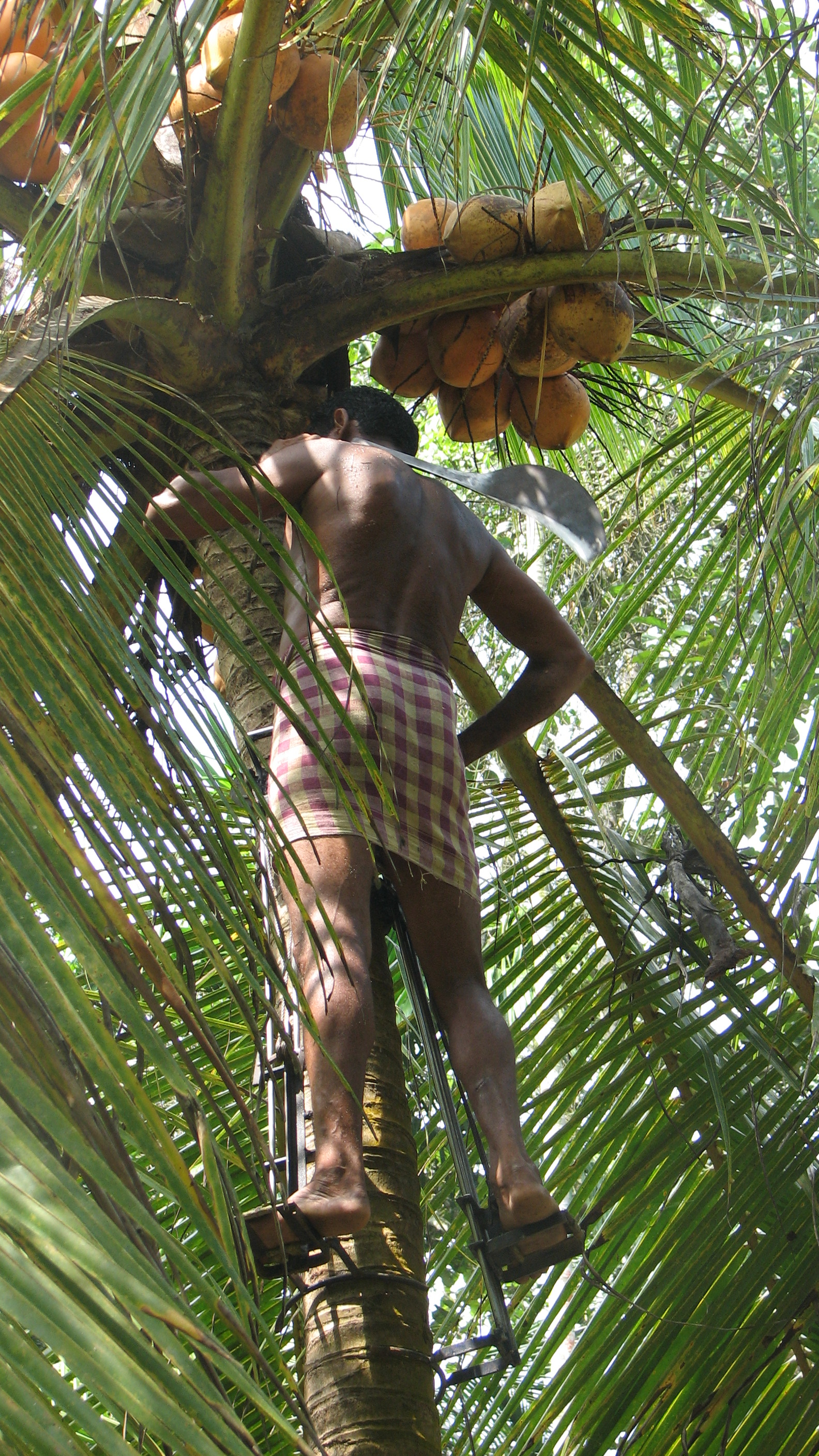
Coconut plucking in Kerala, India

## الموطن والتوزع الجغرافي
ينحصر الموطن الأصلي لمعظم الأشجار المدارية في المناطق الاستوائية
وتحت الاستوائية والتي تقع بين خطي عرض 15-25 جنوبي خط الاستواء وشماليه،
ومن ضمنها أمريكا الوسطى: المكسيك والبرازيل والبيرو وكولومبيا وملايو،
وأستراليا وجنوب أفريقيا، والصين، والهند، وتنتشر زراعتها على نطاق واسع
اليوم في كثير من الأقطار ذات الشتاء الدافئ وخاصة المناطق الساحلية في أجزاء
متباعدة من العالم.

## المتطلبات البيئية للزراعات المدارية

### الشروط المناخية
تحتاج زراعة الأشجار المدارية إلى مناطق حارة رطبة ممطرة، إلا أنه يمكن زراعتها
في المناطق المعتدلة الدافئة بنجاح، كما تنجح زراعتها في المناطق الرطبة الساحلية،
وتتضرر من انخفاض درجات الحرارة إلى ما دون 5° م إذ تتأثر نوعية الثمار وتقل جودتها
ويقلل الصقيع من معدل نمو الأشجار، فهي تتطلب شتاء دافئًا وصيفًا معتدل الحرارة.
تتأثر الأشجار المدارية الصغيرة السن بانخفاض أو ارتفاع درجة الحرارة أكثر من
الأشجار الأكبر سنًا والمقاومة للبرودة المنخفضة، وأفضل الطرائق لحماية الأشجار عمومًا
من الصقيع هي تغطية النباتات الصغيرة شتاءً وزراعة المصدات، وكذلك من أجل حمايتها
من ارتفاع درجة الحرارة صيفًا إضافة طلاء إلى الجذوع بماء الكلس ، كما تحتاج الأشجار
إلى متوسط هطل مطري يترواح بين 1000 و2500 ملم يتوزع بانتظام على مدار السنة، ويناسب
نمو أشجار المناطق المدارية أنواع كثيرة من الترب إلا أن كمية المحصول الشجري تتأثر
بدرجة كبيرة بنوع طبيعة التربة المزروعة فيه، وإن أفضل الاشجار يكون في الأراضي العميقة
والجيدة الصرف وغير الرطبة، كما يمكن زراعتها في الأراضي الرملية المروية والمسمّدة عضويًا.

### المنظومات المكثفة ونصف المكثفة المعتمدة للزراعات المدارية الثمرية
- الزراعة المحمية: التي تؤمن بيئة مناسبة ( حرارة، رطوبة، إضاءة، تغذية، حماية من الرياح والصقيع)

بغية تحقيق نمو وإنتاج جيدين للمحاصيل المزروعة داخلها مثل نباتات الموز والأناناس التي
تتصف بالإنتاج المبكر بعد مضي 12-18 شهرًا على تاريخ الزراعة، ولا تتعدى المسافات بين النباتات 2 م
في مزارع الأناناس حيث تكون كثافة النباتات نحو 40000- 50000 نبات بالهكتار.
- استخدام الأصول المقصرة: إذ أن النباتات المطعمة عليها تدخل في طور الإثمار

بمدة 2-3 سنوات أبكر من تطعيمها على الأصول القوية، كما تسمح بزيادة عدد النباتات
في وحدة المساحة.

## أهم أنواع وأصناف النباتات المدارية وأهميتها الزراعية
تصنف أشجار الفاكهة والنباتات المدارية، بحسب توزيعها الجغرافي ومدى الانتشار والغرض
من زراعتها واستخدامها ومكوناتها وإنتاجها إلى:
فاكهة ذات قيمة غذائية عالية عصيرية تزرع من أجل تناول ثمارها طازجة أو عصيرًا أو مصنعة
وأهمها: الحمضيات، الاكى دنيا أو البشملة، القشطة، الكيوي، الأناناس، الجوافة، المانجو.
- فاكهة تتميز بمحتواها العالي من المواد الدهنية، والتي تؤكل ثمارها إما وجبة غذائية

أو فاكهة طازجة فاتحة للشهية، أو قد تكون ثنائية الغرض وأهمها: الزيتون، الأفوكادو، جوز الهند.
- أنواع أشجار النقل المستديمة الخضرة، ومنها الجوز الاسترالي، جوز بيلي، الجوز البرازيلي والكاشو.
- النباتات المنشطة والمنبهة، ومنها، الشاي، البن، المتة، الكاكاو، الكولا، الخرنوب والتمر الهندي،

الفانيليا، الفلفل، الكوكا، التوابل المتنوعة.
- النباتات السكرية، وأهمها: النخيل الموز وقصب السكر.
- النباتات الطبية، وأهمها: الكينا (لحاؤها دواء للحمى)، حشيشة الحمى وغيرها.
- النباتات النسيجية، وأهمها: القطن، قنب سيام، قنب كالكوتا، السيزال الليفي وغيرها.
- النباتات المغذية، وأهمها: مانيهوت، البطاطا الصينية والحلوة، مرنطة النشوية وخضار مختلفة.
- النباتات الزيتية: نخيل الزيت، النرجيل، الفول السواني، نباتات دهنية مختلفة.[5]

## المحصول وجمع الثمار
تبدأ أشجار المناطق المدارية بالإثمار بعد 1-4 سنوات من تاريخ زراعتها في البستان المستديم،
ويزداد المحصول بتقدم عمر الأشجار، أو بزيادة عدد الخلائف أو الفسائل المتكونة كما هو في نباتات
الموز والأناناس، وتجمع الثمار عندما تصل إلى اكتمال النمو لأن تركها على الأشجار حتى تصل إلى مرحلة
النضج غير مرغوب فيه كما هي الحال في الأفوكادو والموز، وتجرى لهما عملية إنضاج صناعي، وعندما يتطلب
الأمر نقلها لمسافات بعيدة أو تخزينها بعد جمعها لحين استهلاكها يمكن حفظها في درجات حرارة منخفضة (5-10°)
كم في ثمار القشطة والأفوكادو، ويساعد حفظ الثمار الناضجة في هذه الدرجة على إعطائها مذاق طيّب.

## الآفات والأمراض
تصيب أشجار المناطق المدارية آفات كثيرة في مناطق زراعتها وتسبب ضعفًا عامًا في نموها ونقصًا ملحوظًا
في محصولها، ولابد من مكافحة أنواعها كافة بالمبيدات المناسبة، ومن أهم الآفات: الأمراض الفطرية ومنها تعفن
الجذور والذبول الطري والانتراكنوز والبياض الدقيقي، ومن الحشرات ديدان الثمار وذبابة الفاكهة والعناكب
أو الاكاروس والتربس والحشرات القشرية والبق الدقيقي والمن وآفة الأشنات.

## الروابط الخارجية
- Humidtropics CGIAR Research Program نسخة محفوظة 3 مارس 2016 على موقع واي باك مشين.
- Global Horticulture Initiative
- International Institute of Tropical Agriculture
- Benefits of traditional vegetables, over Western food
- Article on the effects of Western food to Africans
- Crops of Africa: Vol 1 Grains
- Lost Crops of Africa: Vol 2 Vegetables
- Organic Farming Worldwide
- Crops for the Future
- The CGIAR Research Program on Climate Change, Agriculture and Food Security Mapping hotspots of climate change and food security
- Report on soil conservation, soil improvement and extension for the Song Da watershed and CARE projects
- The Overstory
- Amaranth to Zai Holes - Ideas for Growing Food Under Difficult Conditions نسخة محفوظة 14 يناير 2006 على موقع واي باك مشين.
- Forest, Farm, and Community Tree Network
- International Cover Crops Clearinghouse (CIDICCO) نسخة محفوظة 30 نوفمبر 2005 على موقع واي باك مشين.
- Management of Organic Inputs in Soils of the Tropics (MOIST)- Cornell University